# Josh Riley
Joshua Paul Riley, detto Josh (Endicott, 21 gennaio 1981), è un politico statunitense, membro della Camera dei Rappresentanti per lo stato di New York dal 2025.

## Biografia

### Formazione ed esperienze professionali
Nativo di Endicott, Riley studiò economia presso il College di William e Mary. Durante il college, lavorò come assistente del deputato Maurice Hinchey, sostenendo che questi lo avesse ispirato a dedicarsi al servizio pubblico. Dopo la laurea, fu impiegato come analista politico presso il Dipartimento del Lavoro, occupandosi di un programma di contrasto alla disoccupazione. Venne ammesso alla Harvard Law School ed ebbe un'esperienza professionale come collaboratore della commissione del Senato per la salute, l'istruzione, il lavoro e le pensioni. Fu impegnato inoltre come volontario per una clinica di assistenza legale rivolta alle vittime dell'uragano Katrina a New Orleans. Conseguì la laurea in giurisprudenza nel 2007, venendo insignito del Dean's Award for Community Leadership dall'allora preside della facoltà e attuale giudice della Corte Suprema Elena Kagan.
In seguito, Josh Riley svolse la professione di avvocato presso uno studio legale privato come associato dal 2007 al 2009. Dal 2009 al 2010 ha lavorato come assistente di Kim McLane Wardlaw, giudice della corte d'appello per il nono circuito in California. Nel 2011, divenne consigliere generale del senatore Al Franken nella commissione giustizia del Senato.

### Carriera politica
Nel 2021, Riley annunciò l'intenzione di candidarsi alla Camera dei Rappresentanti, sfidando la deputata repubblicana in carica Claudia Tenney nelle elezioni parlamentari dell'anno seguente. A causa della ridefinizione dei distretti congressuali, Riley decise poi di candidarsi per un'altra circoscrizione elettorale: questo distretto era stato fino ad allora rappresentato da Pat Ryan, che aveva vinto delle elezioni speciali pochi mesi prima sconfiggendo il rivale Marc Molinaro; tuttavia, Ryan aveva deciso di chiedere la rielezione in un altro distretto, così Riley si trovò a concorrere in una circoscrizione in cui non c'era nessun avversario in carica.
Dopo essersi aggiudicato le primarie del Partito Democratico, Riley affrontò proprio Marc Molinaro nelle elezioni generali. Al termine della campagna elettorale, Molinaro superò Riley per due punti percentuali e venne eletto deputato.
Due anni più tardi, in occasione delle elezioni del 2024, Josh Riley si candidò nuovamente contro Molinaro. La sfida fu molto accesa e seguita dall'opinione pubblica, in quanto fu individuata come una di quelle che avrebbero potuto decidere il controllo partitico della Camera; i temi centrali su cui si scontrarono i due candidati furono l'aborto e l'immigrazione. La gara vide anche un grosso dispendio di risorse economiche: Riley raccolse 8,76 milioni di dollari mentre Molinaro accumulò 7,78 milioni. Al termine della campagna, fu Riley a prevalere di misura, strappando il seggio a Molinaro.